# 조광권
조광권(租鑛權)은 타인소유의 토지에서 광물을 탐사·채취·취득하는 권리를 말한다.

## 같이 보기
- 광업권